# أرلين غوتفريد
أرلين غوتفريد (بالإنجليزية: Arlene Harriet Gottfried)‏ هي مصورة أمريكية، ولدت في 26 أغسطس 1950 في بروكلين في الولايات المتحدة، وتوفيت في 8 أغسطس 2017 في مانهاتن في الولايات المتحدة بسبب سرطان الثدي.